# Daniel Schütz
Pour les articles homonymes, voir Schütz.
Daniel Schütz, né le 19 juin 1991 à Mooskirchen, est un footballeur autrichien. Il évolue au poste de milieu droit avec le club du SKN Sankt Pölten .

## Biographie

### En club
Avec le club du SV Grödig, il joue quatre matchs en Ligue Europa lors de la saison 2014-2015. Lors de cette compétition, il inscrit un doublé contre l'équipe serbe de Čukarički, lors du premier tour.

### En équipe nationale
Avec les moins de 20 ans, il participe à la Coupe du monde des moins de 20 ans en 2011. Lors de cette compétition organisée en Colombie, il joue deux matchs : contre le Panama, et l'Égypte.